# Hans Treschwig
Hans Treschwig (* 9. Dezember 1932) ist ein deutscher Stenograf.

## Leben
Als Parlamentsstenograf im Deutschen Bundestag arbeitete er von 1954 bis zum 31. Dezember 1997. Daneben war er als Stenograf in mehreren Länderparlamenten, im Europäischen Parlament in Straßburg, in der Parlamentarischen Versammlung des Europarats sowie in den Sitzungen der KSZE in Helsinki tätig.
Im Ruhestand hat er den Wunsch verwirklicht, die Deutsche Einheitskurzschrift sprachlich intensiv zu erforschen. Er hat sich als ausgewiesener Kenner dieses Systems und als langjähriges Mitglied des Systemausschusses des Deutschen Stenografenbundes sowie durch einschlägige Veröffentlichungen profiliert.
An der Universität Bonn studierte er die Fächer Allgemeine Sprachwissenschaft, Anglistik und Erziehungswissenschaft und erwarb sich dabei das wissenschaftliche Rüstzeug dieser Fächer. Das Studium schloss er 2007 mit dem Erwerb des akademischen Grades „Magister Artium“ (M. A.) ab. Seine Magisterarbeit hatte den Titel: „Ambiguität in der Stenografie: Versuch einer linguistischen Analyse“. Dies war sein Zweitstudium. Das Erststudium absolvierte er in den 1950er Jahren und schloss es 1957 mit dem Erwerb des akademischen Grades „Diplomvolkswirt“ ab. Er arbeitet an einer Reform-Urkunde zur Deutschen Einheitskurzschrift, dem Bonner Entwurf.